# Bagne de Cayenne
Le bagne de Cayenne est un bagne français situé en Guyane.Tout comme celui de Saint-Laurent-du-Maroni, il fait partie du bagne de la Guyane française. Il est ouvert en 1852 et fermé en 1946.

## Histoire
Fondé en 1852 sous Louis-Napoléon Bonaparte, ce bagne était situé sur l'anse du Chaton, non loin de la pointe de Buzaré, à Cayenne, en Guyane. Les installations du pénitencier étaient constituées de trois baraquements désignés sous le nom de « Europe », « Afrique » et « Asie ». Il comprenait 4 dortoirs, 19 prisons et 77 cellules, ainsi qu'une infirmerie, des cuisines et des logements pour le personnel pénitentiaire.
Après son coup d'État, Napoléon III y envoie 3 000 prisonniers politiques, ce sont les « déportés ». Si la peine des bagnards est supérieure à 8 ans de bagne, un lopin de terre leur est attribué pour les obliger à rester en Guyane, ils sont alors appelé les « relégués ». Si elle est inférieure, ce sont les « transportés ».
Le bagne est fait de plusieurs camps pénitenciers différents selon la catégorie des prisonniers (déportés, relégués, transportés) et selon leur métier. Le plus important de ces camps est celui de Saint-Laurent-du-Maroni. Les relégués sont amenés au camp de Saint-Jean-du-Maroni. Les plus dangereux détenus sont envoyés à l'île Royale.
Du fait du climat et des maladies tropicales, la mortalité des Européens y est très forte : plus de 40 % meurent dans leur première année. Pour cette raison, on n'envoie plus de condamnés européens en Guyane (mais en Nouvelle-Calédonie) de 1867 à 1887. La loi du 27 mai 1885 le réinstaure pour :
1. Deux condamnations aux travaux forcés ou à la réclusion ;
2. Une des condamnations énoncées ci-dessus et deux condamnations soit à l’emprisonnement pour faits qualifiés crimes, soit à plus de trois mois d’emprisonnement pour vol, escroquerie, abus de confiance, outrage public à la pudeur, excitation habituelle de mineurs à la débauche ; vagabondage ou mendicité ;
3. Quatre condamnations, soit à l’emprisonnement pour faits qualifiés crimes ; soit à plus de trois mois d’emprisonnement pour les délits spécifiés au paragraphe 2 ;
4. Sept condamnations dont deux au moins prévues par les deux paragraphes précédents, et les autres, soit pour vagabondage, soit pour infraction à interdiction de résidence, à la condition que deux de ces autres condamnations soient à plus de trois mois d’emprisonnement[4].

La publication par Albert Londres d'un reportage (découpé en plusieurs articles) sur le bagne de Cayenne à partir du mercredi 8 août 1923 dans Le Petit Parisien mettra l'institution du bagne en sursis,. En 1936, le Front populaire décide d'interrompre le transfert des forçats vers la Guyane. À la chute du Front populaire, Gaston Monnerville envoie un dernier convoi au bagne en 1938. « Si le bagne fut officiellement supprimé en 1938, ce n'est qu'en 1953 que les derniers forçats rentrèrent en métropole ».
En tout, 15 000 hommes et femmes ont été « relégués » et 52 000 « transportés » au bagne.

## « Guillotine sèche »
Le bagne a pour surnom la « guillotine sèche » : les violences et châtiments, la malaria, et la « dépravation » y sont légion. Sur 17 000 hommes envoyés à Cayenne entre 1854 et 1867, il n'y a que 7 000 survivants. Les bagnards sont employés soit dans les travaux publics (assainissement des marais ou entretien des installations portuaires, construction de routes) soit au service des particuliers.
Les conditions sanitaires déplorables font qu'un taux de mortalité important y est enregistré. Ainsi, l'espérance de vie moyenne ne dépasse pas les 3 à 5 ans. Les infections sexuellement transmissibles y sont très répandues, car des relations sexuelles se pratiquent entre certains bagnards, bien qu'elles soient réprimées par le règlement intérieur du bagne. De plus, des bagarres y sont fréquentes et leur issue parfois fatale pour les protagonistes.
Après avoir purgé leur peine, les transportés sont assignés à résidence (doublage) en Guyane pour un temps équivalent à la peine qu'ils ont purgée si celle-ci est inférieure à 8 ans. Pour toute peine supérieure ou égale à 8 ans, le condamné se voit interdire à vie tout espoir de retour en métropole et est assigné à la résidence perpétuelle en Guyane. En échange, des concessions et lopins de terre peuvent leur être attribués avec un double objectif : se débarrasser des populations « indésirables » en métropole et assurer le peuplement de la Guyane.